# Nokia Lumia 635
Il Nokia Lumia 635 è uno smartphone di fascia bassa prodotto da Microsoft Mobile che fa parte della serie Lumia. A differenza del Nokia Lumia 630 dispone della connettività LTE, per il resto condividono tutte le caratteristiche tecniche.
Il 2 marzo 2015, Microsoft ha presentato il successore dei due modelli, il Microsoft Lumia 640, con una migliore risoluzione di 1280 x 720 in alta definizione, 1GB di RAM, fotocamera da 8Mpx con 1080p di registrazione video e LED flash, fotocamera frontale per selfie e videconference, grande batteria da 2500 mAh, Microsoft 365, Microsoft Outlook e Windows 10 aggiornabile.

## Varianti del Lumia 630 e 635
I Nokia Lumia 636 e 638 hanno 1GB RAM, contro i 512 MB dei Lumia 630 e 635, e vengono venduti solo in Cina.
Il Lumia 630 TV Edition è una variante del tradizionale Lumia 630 con un  built-in ISDB-Tb receiver ed è venduto esclusivamente in Brasile.